# موسی خیل (پاکستان)
موسی خیل (به انگلیسی: Musakhel Bazar) یک منطقهٔ مسکونی در پاکستان است که در ناحیه موسی خیل واقع شده‌است. موسی خیل ۱٬۳۴۱ متر بالاتر از سطح دریا واقع شده‌است.